# Stefan VIII
Stefan VIII (känd som Stefan IX från 1500-talet till 1960), född i Rom, död i slutet av oktober 942 i Rom, var påve från den 14 juli 939 till sin död i slutet av oktober 942. 

## Biografi
Enligt äldre uppgifter var Stefan german, men detta är numera tillbakavisat; han var född i Rom. Innan han blev påve var han kardinalpräst med Santi Silvestro e Martino som titelkyrka.
Stefan stödde det försvagade karolingska kungahuset, och under hot om exkommunicering tvingade han adeln till trohet mot den frankiske kungen Ludvig IV. 
Under hela sitt pontifikat var han undersåte till Alberik II av Spoleto, furste av Rom, och hade mycket små möjligheter att utmärka sig. Hans pontifikat inföll under det så kallade Saeculum obscurum eller pornokratin.